# Галузін Володимир Сергійович
Володимир Сергійович Галузін (рос. Владимир Сергеевич Галузин; 6 серпня 1988, м. Горький, СРСР) — російський хокеїст, центральний нападник. Виступає за «Торпедо» (Нижній Новгород) у Континентальній хокейній лізі. 
Вихованець хокейної школи «Торпедо» (Нижній Новгород). Виступав за «Торпедо» (Нижній Новгород), «Чайка» (Нижній Новгород), ХК «Саров».